# 德雲路站
德雲路站（英語：Devons Road DLR station）是碼頭區輕便鐵路的一個車站，位於倫敦東部，站名來自於附近的德雲路。德雲路站是斯特拉特福德支線的車站，位於倫敦第2收費區。

## 外部連結
- Docklands Light Railway website - Devons Road station page （页面存档备份，存于）